# Monômio
Um monómio (ou monômio, em português do Brasil) é a forma mais simples de expressão algébrica, é um polinómio que contém apenas um termo.

## Monómios com uma variável
Sendo {\displaystyle x} a variável, o monómio pode ser da seguinte forma:
{\displaystyle a\ x^{n}}
Onde {\displaystyle a} é um coeficiente, qualquer número real, constante, e {\displaystyle n} um qualquer número natural, denominado grau do monómio.
O grau do monómio é zero se for constante, porque {\displaystyle a=ax^{0}}  (sendo considerado que não tem grau se a constante for zero).

### Outros exemplos
Quando o coeficiente é unitário {\displaystyle (a=1)} os monómios podem ser da seguinte forma:
{\displaystyle x,\ x^{2},\ x^{3},\ ...,} etc.
Incluindo um coeficiente multiplicativo antes, podemos ter:
{\displaystyle 2x,\ -0.3x,\ {\frac {5}{3}}x^{3},\ -6x^{3},\ ...,} etc.
(os dois primeiros têm grau 1, os dois seguintes têm grau 3).

## Monómios com duas ou mais variáveis
Considerando duas variáveis {\displaystyle x,y,} os monómios podem ter a forma:
{\displaystyle a\ x^{n}y^{m}}
Onde {\displaystyle a} é um qualquer número real, e {\displaystyle n,m} são quaisquer naturais (podem ser zero).
Neste caso, o grau do monómio é habitualmente tomado pela soma {\displaystyle n+m.}
No entanto, considera-se ainda o seu grau máximo: {\displaystyle \max\{n,m\}.}

### Exemplos com duas variáveis
Exemplos de monômios com duas variáveis são
{\displaystyle x^{2}y,\ 7xy^{2},\ 2x^{3},\ -6y^{3},}
e todos estes monómios têm grau 3.

### Observação
Importa distinguir o que é constante, do que é variável. Se {\displaystyle y} for constante então
{\displaystyle 7xy^{2}}
É um monómio apenas em {\displaystyle x} e tem grau 1 (a parte {\displaystyle y^{2}} junta-se à constante, e o coeficiente passa a ser {\displaystyle 7y^{2}}).

### Com mais variáveis
Considerando m variáveis {\displaystyle x_{1},\ ,x_{2},\ ...,\ x_{m},} os monómios podem ter a forma
{\displaystyle a\ x_{1}^{n_{1}}x_{2}^{n_{2}}\cdots x_{m}^{n_{m}}}
Onde {\displaystyle a} é um qualquer número real, e {\displaystyle n_{1},\ ...,n_{m}} são quaisquer naturais (podem ser zero).
- o grau do monómio é dado pela soma das potências: {\displaystyle n_{1}+\cdots +n_{m}.}

- o seu grau máximo é dado pelo máximo das potências: {\displaystyle \max\{n_{1},\ldots ,n_{m}\}.}

## Polinómios
Um polinómio é uma soma de monómios.
O grau de um polinómio é o maior grau dos seus monómios.
Por exemplo, o polinómio
{\displaystyle 1-2x^{3}+4x^{2}-5x}
é composto de 4 monómios, e terá grau 3, pois o monómio com maior grau é :{\displaystyle -2x^{3}}
Num caso em que as variáveis são {\displaystyle x,y,z} e usamos constantes {\displaystyle a,b,c,} o polinómio
{\displaystyle a-2bx^{3}y+4c^{3}xz-5xyz}
tem grau 4, que resulta de {\displaystyle -2bx^{3}y} ser o monómio com maior grau (3 em x mais 1 em y).
(Note-se que {\displaystyle 4c^{3}xz} não tem grau 5 porque {\displaystyle c^{3}} é constante, e assim esse monómio tem apenas grau 2)

## Generalizações
Aqui foi considerado o caso habitual em que os polinómios são definidos no corpo dos números reais, não diferindo nada do caso do corpo dos números complexos, ou ainda de outros corpos mais abstratos.